# Morti il 13 gennaio
| Questa pagina contiene informazioni ricavate automaticamente dalle voci biografiche con l'ausilio del template Bio e di un bot. L'aggiornamento è periodico e automatico e ricostruisce completamente la pagina. Se manca una persona in questa lista, sei pregato di non aggiungerla, ma accertati piuttosto che la sua voce biografica contenga il template Bio e che i dati anagrafici siano correttamente compilati. Se il template Bio manca, inseriscilo tu stesso o, in alternativa, metti l'avviso {{tmp\|Bio}} che ne segnala la mancanza. Se i dati riportati sono sbagliati, correggi direttamente la voce biografica; le modifiche saranno visibili in questa lista entro pochi giorni. Per chiarimenti vedi il progetto biografie. La lista contiene solo le 597 persone che sono citate nell'enciclopedia e per le quali è stato implementato correttamente il template Bio. Pagina aggiornata al 17 ago 2025. |

## I secolo a.C.(1)
- 86 a.C. - Gaio Mario, generale e politico romano (n. 157 a.C.)

## IV secolo(1)
- 332 - Agrizio di Treviri, vescovo e santo tedesco

## V secolo(1)
- 484 - Vivenzio di Blera, vescovo e santo italiano

## VI secolo(1)
- 533 - Remigio di Reims, arcivescovo e santo franco

## VII secolo(1)
- 603 - Mungo di Glasgow, abate, vescovo e santo scozzese (n. 518)

## VIII secolo(2)
- 703 - Jitō, imperatrice giapponese (n. 645)
- 731 - Bertoaldo di Canterbury, arcivescovo e abate anglosassone

## IX secolo(2)
- 858 - Etelvulfo del Wessex, sovrano inglese
- 888 - Carlo il Grosso, sovrano franco (n. 839)

## X secolo(1)
- 927 - Bernone di Cluny, abate franco

## XI secolo(2)
- 1001 - Fujiwara no Teishi, imperatrice giapponese (n. 977)
- 1049 - Teodorico IV d'Olanda, conte

## XII secolo(6)
- 1127 - Goffredo di Cappenberg, nobile, monaco cristiano e santo tedesco
- 1147 - Robert de Craon, militare francese
- 1151 - Sugerio di Saint-Denis, abate francese
- 1177 - Enrico II di Babenberg, nobile tedesco (n. 1107)
- 1184 - Gerard Pucelle, vescovo inglese (n. 1117)
- 1200 - Ottone I di Borgogna, conte (n. 1170)

## XIV secolo(9)
- 1315 - Ottobuono di Razzi, patriarca cattolico italiano
- 1317 - Jean d'Auxois, vescovo francese
- 1321 - Bonacossa Borri, sovrana italiana (n. 1254)
- 1330 - Federico I d'Asburgo, nobile (n. 1289)
- 1342 - Pietro della Palude, teologo e patriarca cattolico francese
- 1348 - Élie de Nabinal, cardinale francese
- 1363 - Mainardo III di Tirolo-Gorizia, duca tedesco (n. 1344)
- 1368 - Marco Corner, doge (n. 1286)
- 1391 - Gautier Gómez de Luna, cardinale spagnolo

## XV secolo(4)
- 1401 - Guglielmo d'Aigrefeuille il Giovane, cardinale francese (n. 1339)
- 1465 - Elisabetta di Brandeburgo, principessa (n. 1425)
- 1483 - Giovanni de Baffa, francescano italiano
- 1497 - Veronica Negroni da Binasco, mistica italiana (n. 1445)

## XVI secolo(14)
- 1509 - Antonio Maria Sanseverino, condottiero italiano
- 1526 - Andrea Fusina, scultore italiano (n. 1470)
- 1539 - Il Pordenone, pittore italiano
- 1539 - Guido II Rangoni, condottiero italiano (n. 1485)
- 1546 - Geremia I di Costantinopoli, arcivescovo ortodosso greco
- 1555 - Jacobus Sylvius, anatomista e medico francese (n. 1478)
- 1561 - Federico Magnus I di Solms-Laubach, nobile tedesco (n. 1521)
- 1569 - Paolo Del Rosso, letterato e traduttore italiano (n. 1505)
- 1571 - Giovanni di Brandeburgo-Küstrin, nobile tedesco (n. 1513)
- 1576 - Benedetto Oliva, vescovo cattolico italiano
- 1586 - Francesco Adorno, gesuita e scrittore italiano (n. 1533)
- 1587 - Orazio Gonzaga, nobile italiano (n. 1545)
- 1591 - Antonio Carafa, cardinale e bibliotecario italiano (n. 1538)
- 1599 - Edmund Spenser, poeta britannico

## XVII secolo(15)
- 1612 - Jane Dormer, nobildonna inglese (n. 1538)
- 1622 - Giorgio Raguseo, filosofo, teologo e oratore italiano (n. 1580)
- 1626 - Maddalena di Neuenahr-Alpen, nobile tedesco (n. 1551)
- 1629 - Stefano Pieri, pittore italiano (n. 1544)
- 1642 - Jean Louis de Nogaret de La Valette, militare francese (n. 1554)
- 1642 - Sofia Edvige di Brunswick-Lüneburg, nobildonna tedesca (n. 1592)
- 1654 - Jacques Lemercier, architetto francese (n. 1585)
- 1655 - Koca Dervish Mehmed Pascià, politico e militare ottomano (n. 1585)
- 1676 - André Graindorge, filosofo e medico francese (n. 1616)
- 1682 - Francesco Cozza, pittore italiano (n. 1605)
- 1684 - Henry Howard, VI duca di Norfolk, nobile e militare inglese (n. 1628)
- 1685 - Daniello Bartoli, gesuita, storico e scrittore italiano (n. 1608)
- 1687 - Silvestro Mauro, gesuita, teologo e filosofo italiano (n. 1619)
- 1691 - George Fox, predicatore inglese (n. 1624)
- 1696 - Giovanni Cosimo Bonomo, medico italiano (n. 1666)

## XVIII secolo(27)
- 1704 - Filippo Erasmo del Liechtenstein, principe e generale austriaco (n. 1664)
- 1710 - Diego Pappalardo, religioso italiano (n. 1636)
- 1714 - Henry Cadogan, avvocato inglese (n. 1642)
- 1717 - Maria Sibylla Merian, naturalista e pittrice tedesca (n. 1647)
- 1727 - Thomas Madox, storico, diplomatista e antiquario britannico (n. 1666)
- 1729 - Bernardino Guinigi, arcivescovo cattolico e diplomatico italiano (n. 1663)
- 1733 - Anton Sepp, gesuita italiano (n. 1655)
- 1735 - Polissena d'Assia-Rheinfels-Rotenburg, principessa (n. 1706)
- 1750 - Robert Pitrou, architetto e ingegnere francese (n. 1684)
- 1755 - Pietro Domenico Olivero, pittore italiano (n. 1679)
- 1757 - Francesco Albotto, pittore italiano
- 1763 - Mary Toft, truffatrice britannica (n. 1703)
- 1766 - Federico V di Danimarca, re (n. 1723)
- 1768 - Giuseppe Simone Assemani, bibliotecario, orientalista e arcivescovo cattolico libanese (n. 1687)
- 1768 - Pierre-Gabriel Buffardin, flautista e compositore francese
- 1770 - Niccolò Pintucci, pittore italiano (n. 1697)
- 1772 - Michael Johann von Traubenberg, militare russo (n. 1722)
- 1775 - Johann Georg Walch, teologo tedesco (n. 1693)
- 1777 - Jan Geernaert, scultore fiammingo (n. 1704)
- 1778 - Renato III Borromeo Arese, nobile e naturalista italiano (n. 1710)
- 1780 - Luisa Amalia di Brunswick-Wolfenbüttel, principessa tedesca (n. 1722)
- 1781 - Margaret Rolle, nobildonna inglese (n. 1709)
- 1787 - Francesco Zugno, pittore italiano (n. 1709)
- 1791 - Ugone Papé di Valdina, vescovo cattolico italiano (n. 1724)
- 1797 - Elisabetta Cristina di Brunswick-Wolfenbüttel-Bevern, sovrana tedesca (n. 1715)
- 1799 - Giovanni Francesco Guidi di Bagno-Talenti, patriarca cattolico italiano (n. 1720)
- 1800 - Pietro Biron, duca (n. 1724)

## XIX secolo(77)
- 1805 - Alexander Ypsilantis, principe e politico ottomano (n. 1725)
- 1809 - Johanna Sebus, tedesca (n. 1791)
- 1810 - Antonio Manno, pittore italiano (n. 1739)
- 1811 - Giovanni Battista Canaveri, vescovo cattolico italiano (n. 1753)
- 1816 - Antoine Dupré, poeta e drammaturgo haitiano (n. 1782)
- 1816 - Heongyeong di Joseon, principessa coreana (n. 1735)
- 1817 - Giuseppe Maria Bressa, vescovo cattolico italiano (n. 1742)
- 1819 - John Wolcot, poeta britannico (n. 1738)
- 1819 - António Caetano do Amaral, storico portoghese (n. 1747)
- 1821 - Nicolò Pasqualigo, ammiraglio italiano (n. 1770)
- 1827 - Jean-Denis Lanjuinais, politico, rivoluzionario e scrittore francese (n. 1753)
- 1828 - Elizabeth Craven, scrittrice e commediografa britannica (n. 1750)
- 1830 - Christian Magnus Falsen, giurista e storico norvegese (n. 1782)
- 1833 - Rosa Dorothea Ritter, nobile tedesca (n. 1759)
- 1838 - Ferdinand Ries, compositore e pianista tedesco (n. 1784)
- 1838 - Ettore Romagnoli, compositore italiano (n. 1772)
- 1839 - Francesco Maria De Luca, religioso e arcivescovo cattolico italiano (n. 1754)
- 1840 - Charles Follen, poeta e docente tedesco (n. 1796)
- 1842 - Franciszek Borgiasz Mackiewicz, vescovo cattolico polacco (n. 1765)
- 1843 - Luisa Augusta di Danimarca, principessa danese (n. 1771)
- 1844 - George Rawdon-Hastings, II marchese di Hastings, nobile inglese (n. 1808)
- 1845 - Vittorino Amoretti, incisore e tipografo italiano (n. 1772)
- 1845 - Basile Guy Marie Victor Baltus de Pouilly, generale francese (n. 1766)
- 1847 - Giuseppe d'Asburgo-Lorena, nobile e politico austriaco (n. 1776)
- 1849 - John Pennycuick, militare britannico (n. 1789)
- 1849 - Francisco Ramón Vicuña, politico cileno (n. 1775)
- 1851 - Karol Štúr, poeta, pastore protestante e insegnante slovacco (n. 1811)
- 1852 - Fabian Gottlieb von Bellingshausen, esploratore e militare russo (n. 1778)
- 1854 - Fructuoso Rivera, politico e generale uruguaiano (n. 1784)
- 1857 - József Szén, scacchista ungherese (n. 1805)
- 1859 - Francisco José Debali, compositore ungherese (n. 1791)
- 1860 - Antonio Franzini, politico e generale italiano (n. 1788)
- 1861 - Carlo Luigi di Borbone-Spagna, nobile spagnolo (n. 1818)
- 1864 - Stephen Foster, compositore statunitense (n. 1826)
- 1866 - Luigi Randanini, commediografo italiano (n. 1802)
- 1867 - Antonio Maria Cagiano de Azevedo, cardinale e vescovo cattolico italiano (n. 1797)
- 1868 - Arthur-Marie Le Hir, biblista, orientalista e presbitero francese (n. 1811)
- 1870 - George Samuel Perrottet, botanico svizzero (n. 1790)
- 1871 - Henriette d'Angeville, alpinista francese (n. 1794)
- 1871 - Kawakami Gensai, rivoluzionario giapponese (n. 1834)
- 1871 - Jacques Louis Randon, generale e politico francese (n. 1795)
- 1872 - Alessandro Borgia, italiano (n. 1783)
- 1872 - Corrado Politi, patriota, politico e scienziato italiano
- 1874 - Victor Baltard, architetto francese (n. 1805)
- 1874 - Dominique Peccatte, archettaio francese (n. 1810)
- 1875 - Robert Adams, chirurgo irlandese (n. 1791)
- 1877 - Luigi Passerini Orsini de' Rilli, nobile, genealogista e storico italiano (n. 1816)
- 1879 - Jakob Dubs, giurista svizzero (n. 1822)
- 1879 - Ulrich Ochsenbein, avvocato, politico e militare svizzero (n. 1811)
- 1879 - Enrico di Orange-Nassau, ammiraglio olandese (n. 1820)
- 1880 - Paolo Frisiani, astronomo e matematico italiano (n. 1797)
- 1881 - Sidney Frances Bateman, attrice teatrale, commediografa e direttrice teatrale statunitense (n. 1823)
- 1881 - Jacques Collin de Plancy, scrittore francese (n. 1794)
- 1881 - Nathaniel Jocelyn, pittore e incisore statunitense (n. 1796)
- 1882 - Samuel Boden, scacchista inglese (n. 1826)
- 1882 - Juraj Dobrila, vescovo cattolico croato (n. 1812)
- 1883 - Joseph Kleutgen, religioso e teologo tedesco (n. 1811)
- 1884 - Alexander Porter, politico statunitense (n. 1785)
- 1885 - Schuyler Colfax, politico statunitense (n. 1823)
- 1886 - Cesare Bertea, avvocato e politico italiano (n. 1823)
- 1886 - Boris Alekseevič Miljutin, avvocato, scrittore e politico russo (n. 1831)
- 1887 - Innocenzo Ferrieri, cardinale italiano (n. 1810)
- 1887 - Giuseppe Pacchioni, patriota, incisore e scultore italiano (n. 1819)
- 1888 - Đorđe Maletić, poeta, scrittore e drammaturgo serbo (n. 1816)
- 1888 - Charles-Édouard de Beaumont, pittore e litografo francese (n. 1819)
- 1889 - Vincenzo Fardella di Torrearsa, patriota e politico italiano (n. 1808)
- 1890 - Olympe Audouard, scrittrice francese (n. 1832)
- 1891 - Antonio Bajamonti, politico italiano (n. 1822)
- 1892 - Ernesto Pochintesta, pittore italiano (n. 1840)
- 1893 - Henry Sargent Codman, architetto statunitense (n. 1864)
- 1893 - William H. Wickham, politico statunitense (n. 1832)
- 1894 - Ottavio Coletti, ingegnere e militare italiano (n. 1823)
- 1894 - Nadežda Filaretovna von Meck, mecenate russa (n. 1831)
- 1894 - William Waddington, politico, archeologo e numismatico francese (n. 1826)
- 1897 - David Schwarz, inventore e pioniere dell'aviazione ungherese (n. 1852)
- 1900 - Emilio Altieri, VII principe di Oriolo, principe italiano (n. 1819)
- 1900 - Peter Waage, chimico norvegese (n. 1833)

## XX secolo(275)
- 1901 - Carlo Angeloni, compositore italiano (n. 1834)
- 1901 - Gaspard Adolphe Chatin, medico, micologo e botanico francese (n. 1813)
- 1901 - Evert Larock, pittore e docente belga (n. 1865)
- 1902 - Jacques Gabriel Bulliot, archeologo francese (n. 1817)
- 1902 - Pietro Faitini, scultore italiano (n. 1833)
- 1902 - Pasquale Turiello, patriota e scrittore italiano (n. 1836)
- 1902 - Luigi di Nocera, nobile, banchiere e imprenditore italiano (n. 1826)
- 1903 - Giulio Beverini, politico e filantropo italiano (n. 1871)
- 1903 - Karl Dziatzko, bibliotecario e filologo classico tedesco (n. 1842)
- 1903 - Corrado Valguarnera, nobile, patriota e politico italiano (n. 1838)
- 1904 - Arthur Gehlert, imprenditore, politico e compositore di scacchi tedesco (n. 1833)
- 1905 - Teodorico Bonacci, politico italiano (n. 1838)
- 1905 - Giovanni Battista Valle, compositore di scacchi e pittore italiano (n. 1843)
- 1905 - Alessandro di Lippe, principe tedesco (n. 1831)
- 1906 - Giuseppe Ariassi, pittore italiano (n. 1825)
- 1906 - Aleksandr Stepanovič Popov, fisico russo (n. 1859)
- 1907 - Jakob Hurt, teologo, linguista e pastore protestante estone (n. 1839)
- 1907 - Domenico Russo, pittore e commediografo italiano (n. 1831)
- 1908 - Hashimoto Gahō, pittore giapponese (n. 1835)
- 1908 - Ivan Egorovič Zabelin, archeologo e storico russo (n. 1820)
- 1910 - Andrew Jackson Davis, sensitivo statunitense (n. 1826)
- 1910 - Paul Hoecker, pittore tedesco (n. 1854)
- 1911 - Paolina Giorgi, cantante, attrice e imprenditrice italiana (n. 1883)
- 1913 - Guglielmo Amedeo Lori, pittore italiano (n. 1869)
- 1913 - Clemente Pellegrini, avvocato e politico italiano (n. 1841)
- 1915 - Giovanni Cerri, politico italiano (n. 1857)
- 1915 - William Duncombe, I conte di Feversham, politico inglese (n. 1829)
- 1915 - Maria Gramegna, matematica italiana (n. 1887)
- 1915 - Victor Hitzel, calciatore francese (n. 1883)
- 1915 - Gaston de Caillavet, drammaturgo francese (n. 1869)
- 1916 - Victoriano Huerta, generale e politico messicano (n. 1850)
- 1916 - Sergej Isaevič Utočkin, aviatore russo (n. 1876)
- 1918 - Bidar Kadın, principessa (n. 1855)
- 1918 - Fidel Fita, religioso, archeologo e filologo spagnolo (n. 1835)
- 1920 - Heinrich von Pitreich, generale e politico austro-ungarico (n. 1841)
- 1923 - Norman Bailey, calciatore inglese (n. 1857)
- 1923 - Luigi Gazzotti, compositore, direttore d'orchestra e fotografo italiano (n. 1886)
- 1923 - Johannes Orth, patologo tedesco (n. 1847)
- 1923 - Alexandre Ribot, politico francese (n. 1842)
- 1923 - Uberto Visconti di Modrone, nobile, imprenditore e politico italiano (n. 1871)
- 1924 - Albert Abrams, medico e inventore statunitense (n. 1863)
- 1924 - Herman Georges Berger, schermidore francese (n. 1875)
- 1924 - Georg Hermann Quincke, fisico tedesco (n. 1834)
- 1924 - Fred Wheldon, calciatore e crickettista inglese (n. 1869)
- 1928 - Frederick Arthur Bridgman, pittore statunitense (n. 1847)
- 1928 - Johan Peter Koch, ufficiale e esploratore danese (n. 1870)
- 1928 - Ludwig Lichtheim, neurologo e medico tedesco (n. 1845)
- 1928 - Friedrich Loofs, teologo tedesco (n. 1858)
- 1928 - Earle Nelson, serial killer statunitense (n. 1897)
- 1928 - Cecil Francis Parr, tennista britannico (n. 1847)
- 1928 - Henry Siddons Mowbray, pittore statunitense (n. 1858)
- 1929 - Pierre Batiffol, presbitero, storico e teologo francese (n. 1861)
- 1929 - Wyatt Earp, pistolero statunitense (n. 1848)
- 1930 - Francesco Maria Bonini, baritono italiano (n. 1865)
- 1930 - Sebastian Ziani de Ferranti, inventore e ingegnere inglese (n. 1864)
- 1931 - Earl Douglass, paleontologo statunitense (n. 1862)
- 1931 - Juan Errazquin, calciatore argentino (n. 1906)
- 1931 - Francesco Maria Greco, presbitero italiano (n. 1857)
- 1931 - Kálmán Kandó, ingegnere e inventore ungherese (n. 1869)
- 1932 - Ernest Mangnall, allenatore di calcio inglese (n. 1866)
- 1933 - Dana Carleton Munro, storico statunitense (n. 1866)
- 1934 - Cassius Marcellus Coolidge, pittore statunitense (n. 1844)
- 1934 - Jean-Baptiste Marchand, generale e esploratore francese (n. 1863)
- 1934 - Paul Ulrich Villard, fisico e chimico francese (n. 1860)
- 1935 - Elsa d'Esterre-Keeling, scrittrice, traduttrice e docente irlandese (n. 1857)
- 1935 - Heinrich Schenker, compositore e musicologo austriaco (n. 1868)
- 1936 - Aldo Del Monte, militare italiano (n. 1894)
- 1936 - Samuel Roxy Rothafel, impresario teatrale e compositore statunitense (n. 1882)
- 1936 - Santi Sprugnoli, fantino italiano (n. 1855)
- 1936 - Gabriel Veyre, regista e fotografo francese (n. 1871)
- 1937 - Minnie Lou Crosthwaite, insegnante statunitense (n. 1860)
- 1937 - Francesca dell'Incarnazione, religiosa spagnola (n. 1873)
- 1937 - Mario Gigliucci, patriota, ingegnere e imprenditore italiano (n. 1847)
- 1937 - Ion Moța, politico romeno (n. 1902)
- 1937 - Tsunejirō Tomita, judoka giapponese (n. 1865)
- 1937 - Antoine Védrenne, canottiere francese (n. 1878)
- 1939 - Arthur Barker, criminale statunitense (n. 1899)
- 1939 - Antonio Bozzano, scultore italiano (n. 1858)
- 1939 - Jacob Ruppert, dirigente sportivo e politico statunitense (n. 1867)
- 1940 - Pio Bolzon, botanico italiano (n. 1867)
- 1941 - Enrico Barberi, scultore italiano (n. 1850)
- 1941 - James Joyce, scrittore, poeta e drammaturgo irlandese (n. 1882)
- 1942 - Selma Hanimsultan, principessa ottomana (n. 1916)
- 1942 - Eduard von Below, militare tedesco (n. 1856)
- 1943 - Diodato Del Gaizo, monaco cristiano, paroliere e musicista italiano (n. 1868)
- 1943 - Henner Henkel, tennista tedesco (n. 1915)
- 1943 - Serafino Ricci, numismatico e museologo italiano (n. 1867)
- 1943 - Sophie Taeuber-Arp, artista e pittrice svizzera (n. 1889)
- 1943 - Else Ury, scrittrice tedesca (n. 1877)
- 1943 - Egidio Zanvettor, calciatore italiano (n. 1913)
- 1944 - Arthur Fairbanks, storico dell'arte statunitense (n. 1864)
- 1944 - Ada Sacchi Simonetta, bibliotecaria italiana (n. 1874)
- 1944 - Corneel Seys, calciatore belga (n. 1912)
- 1945 - Nikolaj Denisov, calciatore russo (n. 1896)
- 1945 - Ferdinand Kiefler, pallamanista austriaco (n. 1913)
- 1945 - Angelo Zanti, attivista e partigiano italiano (n. 1896)
- 1946 - Etta McDaniel, attrice statunitense (n. 1890)
- 1946 - Luigi Zambarelli, presbitero e scrittore italiano (n. 1877)
- 1947 - Ignazio Lupo, mafioso italiano (n. 1877)
- 1947 - Bruno Montelatici, calciatore italiano (n. 1903)
- 1947 - Vasilij Vasil'evič Vachrušev, politico sovietico (n. 1902)
- 1948 - Karlheinz Martin, regista e sceneggiatore tedesco (n. 1886)
- 1949 - Aino Aalto, architetto e designer finlandese (n. 1894)
- 1949 - Clemente Benedettucci, religioso, letterato e bibliotecario italiano (n. 1850)
- 1950 - Geremia Re, pittore italiano (n. 1894)
- 1950 - Dimitrios Semsis, violinista, cantante e compositore greco (n. 1883)
- 1951 - Dorothea Bate, paleontologa gallese (n. 1878)
- 1951 - Francesco Marchetti Selvaggiani, cardinale e arcivescovo cattolico italiano (n. 1871)
- 1952 - Francesco Mauro, dirigente sportivo e politico italiano (n. 1887)
- 1953 - Edward Marsh, traduttore britannico (n. 1872)
- 1953 - Paul Niggli, mineralogista e geologo svizzero (n. 1888)
- 1953 - Johnny Risko, pugile statunitense (n. 1902)
- 1953 - Fulvio Tessaroli, vescovo cattolico italiano (n. 1879)
- 1956 - Lyonel Feininger, pittore statunitense (n. 1871)
- 1956 - Dagmar Möller, soprano svedese (n. 1866)
- 1957 - Jerome Frank, giurista e filosofo statunitense (n. 1889)
- 1957 - Francesco Scandone, storico italiano (n. 1868)
- 1958 - Mario Ghiozzi, canottiere italiano (n. 1894)
- 1958 - Jesse L. Lasky, produttore cinematografico statunitense (n. 1880)
- 1959 - Achille Cajafa, avvocato italiano (n. 1904)
- 1960 - Sibilla Aleramo, scrittrice, poetessa e giornalista italiana (n. 1876)
- 1960 - Paola Bologna, tennista italiana (n. 1898)
- 1960 - William Hammond, ciclista su strada britannico (n. 1886)
- 1960 - Clemente Merlo, linguista e glottologo italiano (n. 1879)
- 1961 - František Drtikol, fotografo ceco (n. 1883)
- 1961 - Herman Glass, ginnasta statunitense (n. 1880)
- 1961 - Lem Winchester, vibrafonista statunitense (n. 1928)
- 1961 - Nino Marchesini, attore italiano (n. 1895)
- 1961 - Blanche Ring, cantante e attrice statunitense (n. 1871)
- 1961 - Henry Morton Robinson, scrittore, poeta e saggista statunitense (n. 1898)
- 1962 - Edgar J. Goodspeed, teologo e biblista statunitense (n. 1872)
- 1962 - Ernie Kovacs, attore, comico e conduttore televisivo statunitense (n. 1919)
- 1963 - Sonny Clark, pianista e compositore statunitense (n. 1931)
- 1963 - Ramón Gómez de la Serna, scrittore, giornalista e aforista spagnolo (n. 1888)
- 1963 - Rad Kortenhorst, avvocato e politico olandese (n. 1886)
- 1963 - Sylvanus Olympio, politico togolese (n. 1902)
- 1963 - Henry Thomas, pugile britannico (n. 1888)
- 1964 - Gino Cassinis, ingegnere, topografo e politico italiano (n. 1885)
- 1964 - Giovanni Cavicchioli, scrittore e giornalista italiano (n. 1894)
- 1964 - Felisberto Hernández, scrittore uruguaiano (n. 1902)
- 1964 - Camille Valentin Stappers, missionario e vescovo cattolico belga (n. 1885)
- 1966 - Leopoldo Baracco, avvocato e politico italiano (n. 1886)
- 1966 - Alberto Santana, regista, sceneggiatore e produttore cinematografico cileno (n. 1897)
- 1967 - Giancarlo Lanciani Rocca, nobile, dirigente d'azienda e politico italiano (n. 1895)
- 1968 - Giuseppe Barbolini, partigiano italiano (n. 1914)
- 1968 - Giovanni Frassoldati, calciatore italiano (n. 1902)
- 1968 - Adalberto Garelli, ingegnere e imprenditore italiano (n. 1886)
- 1969 - Wilton Graff, attore statunitense (n. 1903)
- 1969 - Valter Lidén, calciatore svedese (n. 1887)
- 1969 - Arthur Mooring, militare inglese (n. 1908)
- 1969 - Federico Palazzoli, imprenditore e dirigente sportivo italiano (n. 1881)
- 1969 - Bruno Smith, attore italiano
- 1969 - Sigurd Svensson, cavaliere svedese (n. 1912)
- 1969 - Helmut Weiss, attore, regista e sceneggiatore tedesco (n. 1907)
- 1971 - Arthur Hruska, dentista e botanico austriaco (n. 1880)
- 1971 - Heinz Lammerding, generale tedesco (n. 1905)
- 1971 - Henri Tomasi, compositore e direttore d'orchestra francese (n. 1901)
- 1972 - Friedrich Hüffmeier, ammiraglio tedesco (n. 1898)
- 1972 - Giulio Zanninovich, calciatore italiano (n. 1905)
- 1973 - Fernando Cento, cardinale e arcivescovo cattolico italiano (n. 1883)
- 1973 - Vasilij Nikolajevič Panov, scacchista e giornalista sovietico (n. 1906)
- 1973 - Gustave Raballand, vescovo cattolico e missionario francese (n. 1901)
- 1973 - Julija Rjabčinskaja, canoista sovietica (n. 1947)
- 1973 - Ranieri di Borbone-Due Sicilie, principe (n. 1883)
- 1974 - Charley Finn, pallanuotista statunitense (n. 1897)
- 1974 - Wim Groskamp, calciatore olandese (n. 1886)
- 1974 - Raoul Jobin, tenore canadese (n. 1906)
- 1974 - Alfredo Poggi, filosofo, politico e antifascista italiano (n. 1881)
- 1975 - Quirino Armellini, generale italiano (n. 1889)
- 1975 - Tommaso Leonetti, nobile, politico e funzionario italiano (n. 1910)
- 1975 - Luigi Rovigatti, arcivescovo cattolico italiano (n. 1912)
- 1975 - Stith Thompson, etnologo statunitense (n. 1885)
- 1976 - Antonia Bolognesi, archivista italiana (n. 1896)
- 1976 - Leonardo Dudreville, pittore italiano (n. 1885)
- 1976 - Margaret Leighton, attrice inglese (n. 1922)
- 1976 - Francesco Mariani, sindacalista e politico italiano (n. 1886)
- 1976 - Isolda Menges, violinista britannica (n. 1893)
- 1976 - Peter Scheider, militare austro-ungarico (n. 1890)
- 1976 - Carlo Zanfrognini, pittore e restauratore italiano (n. 1897)
- 1977 - Henri Langlois, archivista, restauratore e critico cinematografico francese (n. 1914)
- 1977 - Bruno Rizzi, politico italiano (n. 1901)
- 1977 - Anthony Santasiere, scacchista statunitense (n. 1904)
- 1977 - Antonio Vila-Coro, pallanuotista spagnolo (n. 1895)
- 1978 - Benedetto Benedetti, calciatore italiano (n. 1907)
- 1978 - Germain Derycke, ciclista su strada belga (n. 1929)
- 1978 - Hubert Humphrey, politico statunitense (n. 1911)
- 1978 - Joe McCarthy, allenatore di baseball statunitense (n. 1887)
- 1978 - Severino Menardi, sciatore italiano (n. 1910)
- 1979 - Raffaele Camba, medico e politico italiano (n. 1921)
- 1979 - Lionel Greenstreet, esploratore, marinaio e militare britannico (n. 1889)
- 1979 - Donny Hathaway, cantante e pianista statunitense (n. 1945)
- 1979 - Hugo Hofstad, dirigente sportivo e calciatore norvegese (n. 1904)
- 1979 - Marjorie Lawrence, soprano australiano (n. 1907)
- 1979 - Michele Malaspina, attore e doppiatore italiano (n. 1908)
- 1979 - Sabu Martinez, musicista e percussionista statunitense (n. 1930)
- 1979 - Gustave Wuyts, tiratore di fune e pesista belga (n. 1903)
- 1980 - Alessandro Gorini, politico e militare italiano (n. 1890)
- 1980 - Andrej Kostelanec, direttore d'orchestra e arrangiatore russo (n. 1901)
- 1981 - Finn Olav Gundelach, diplomatico e politico danese (n. 1925)
- 1982 - Francesco Borrelli, carabiniere italiano (n. 1941)
- 1982 - Marcel Camus, regista cinematografico francese (n. 1912)
- 1983 - Barry Galbraith, chitarrista statunitense (n. 1919)
- 1983 - Sverre Lie, calciatore norvegese (n. 1888)
- 1983 - John Joseph McCarthy, missionario e arcivescovo cattolico irlandese (n. 1896)
- 1983 - Maurizio Monti, politico italiano (n. 1911)
- 1983 - Alberto Poltronieri, violinista italiano (n. 1892)
- 1983 - Arthur Space, attore statunitense (n. 1908)
- 1984 - Fulvio Bernardini, dirigente sportivo, allenatore di calcio e calciatore italiano (n. 1905)
- 1984 - Ray Moore, fumettista statunitense (n. 1905)
- 1984 - Secondo Ricci, calciatore italiano (n. 1913)
- 1984 - Tommy Younger, calciatore scozzese (n. 1930)
- 1985 - Enrique Luño Peña, giurista spagnolo (n. 1900)
- 1985 - Adam Walsh, allenatore di football americano statunitense (n. 1901)
- 1986 - Georges Christiaens, ciclista su strada belga (n. 1930)
- 1986 - Abd al-Fattah Isma'il, politico yemenita (n. 1939)
- 1986 - Risei Kanō, judoka e dirigente sportivo giapponese (n. 1900)
- 1986 - Mario Villini, allenatore di calcio e calciatore italiano (n. 1903)
- 1987 - Vladimir Alekseevič Alatorcev, scacchista sovietico (n. 1909)
- 1987 - Igor' Vladimirovič Il'inskij, attore e regista sovietico (n. 1901)
- 1987 - Solita Salgado, aviatrice e nuotatrice colombiana (n. 1914)
- 1987 - Ettore Zini, allenatore di calcio e calciatore italiano (n. 1907)
- 1987 - Anatolij Vasil'evič Ėfros, regista sovietico (n. 1925)
- 1988 - Viktors Arājs, poliziotto lettone (n. 1910)
- 1988 - Chiang Ching-kuo, politico e generale cinese (n. 1910)
- 1988 - Agostino Renna, architetto italiano (n. 1937)
- 1989 - Sterling Brown, scrittore, poeta e critico letterario statunitense (n. 1901)
- 1989 - Chuck Hornbostel, mezzofondista statunitense (n. 1911)
- 1989 - José María Peña, allenatore di calcio e calciatore spagnolo (n. 1895)
- 1989 - Carlo Ravizzoli, calciatore italiano (n. 1914)
- 1989 - Joe Spinell, attore statunitense (n. 1936)
- 1990 - Giovanni Griffith, calciatore italiano (n. 1934)
- 1990 - Simon Guttmann, letterato tedesco (n. 1891)
- 1990 - Francisco Hormazábal, allenatore di calcio e calciatore cileno (n. 1920)
- 1990 - Jenő Kalmár, allenatore di calcio e calciatore ungherese (n. 1908)
- 1990 - Alexandre Katlama, progettista, militare e cestista russo (n. 1910)
- 1990 - Pierre Pascal, poeta, saggista e iranista francese (n. 1909)
- 1991 - Loreta Asanavičiūtė, attivista lituana (n. 1967)
- 1991 - Eladio Rojas, calciatore cileno (n. 1934)
- 1991 - Gerhard Sturmberger, calciatore austriaco (n. 1940)
- 1992 - Mehdi Abbasov, militare azero (n. 1960)
- 1992 - Yvonne Bryceland, attrice sudafricana (n. 1925)
- 1992 - Josef Neckermann, cavaliere tedesco (n. 1912)
- 1993 - Nina Batalli, pittrice italiana (n. 1913)
- 1993 - Antonio Carcaterra, politico e giurista italiano (n. 1905)
- 1993 - Edivaldo, calciatore brasiliano (n. 1962)
- 1993 - Mozart Camargo Guarnieri, pianista, compositore e poeta brasiliano (n. 1907)
- 1993 - Shahdi Langroudi, poeta iraniano (n. 1930)
- 1993 - János Neu, calciatore, dirigente sportivo e allenatore di calcio ungherese (n. 1908)
- 1993 - René Pleven, politico francese (n. 1901)
- 1993 - Charles Tillon, partigiano, politico e saggista francese (n. 1897)
- 1994 - Erhard Bauer, calciatore tedesco orientale (n. 1925)
- 1995 - Johannes Hubschmid, linguista svizzero (n. 1916)
- 1995 - Ray Johnson, artista statunitense (n. 1927)
- 1995 - David Looker, bobbista britannico (n. 1913)
- 1995 - Zsigmond Villányi, pentatleta ungherese (n. 1950)
- 1996 - Denise Grey, attrice italiana (n. 1896)
- 1996 - Dean Kelley, cestista statunitense (n. 1931)
- 1996 - Bobby Langton, calciatore inglese (n. 1918)
- 1996 - Oswaldo Sampaio, attore, regista e sceneggiatore brasiliano (n. 1912)
- 1997 - Sivar Arnér, scrittore svedese (n. 1909)
- 1997 - Georges Franzi, scrittore e presbitero monegasco (n. 1914)
- 1997 - Nilo Ossani, cantante italiano (n. 1912)
- 1997 - Ruslan Stratonovič, fisico, ingegnere e matematico russo (n. 1930)
- 1998 - Bob Martin, cantante austriaco (n. 1922)
- 1999 - Marco Bertoldi, pittore italiano (n. 1911)
- 1999 - Buzz Kulik, regista e produttore televisivo statunitense (n. 1922)
- 1999 - Karl Lieffen, attore tedesco (n. 1926)
- 1999 - Leslie Townsend, ammiraglio britannico (n. 1924)
- 1999 - Cesare Vivaldi, poeta, critico d'arte e traduttore italiano (n. 1925)
- 1999 - Lawrence Harold Welsh, vescovo cattolico statunitense (n. 1935)
- 1999 - Aldo van Eyck, architetto olandese (n. 1918)
- 2000 - John Ljunggren, marciatore svedese (n. 1919)
- 2000 - Sergio Macoratti, cestista italiano (n. 1933)
- 2000 - Yvon Segalen, calciatore francese (n. 1906)
- 2000 - Enric Valor i Vives, scrittore spagnolo (n. 1911)

## XXI secolo(156)
- 2001 - Rinaldo Piras, scultore italiano (n. 1963)
- 2001 - Amando de Ossorio, regista e sceneggiatore spagnolo (n. 1918)
- 2002 - Charity Adams Earley, militare statunitense (n. 1918)
- 2002 - Christian von Bülow, velista danese (n. 1917)
- 2002 - Ted Demme, regista, produttore cinematografico e produttore televisivo statunitense (n. 1963)
- 2002 - Susanne Erichsen, modella e imprenditrice tedesca (n. 1925)
- 2002 - Paul Fannin, politico statunitense (n. 1907)
- 2002 - Enrico Guastone Belcredi, diplomatico italiano (n. 1907)
- 2002 - Pierre Joubert, illustratore francese (n. 1910)
- 2002 - Lars Swane, pittore e incisore danese (n. 1913)
- 2003 - Giancarlo Masini, giornalista e scrittore italiano (n. 1928)
- 2003 - Franco Mazzini, storico dell'arte italiano (n. 1919)
- 2003 - Ludwig Männer, calciatore tedesco (n. 1912)
- 2003 - Norman Panama, sceneggiatore, regista e produttore cinematografico statunitense (n. 1914)
- 2003 - Giuseppe Petronio, critico letterario e storico della letteratura italiano (n. 1909)
- 2004 - Harold Shipman, serial killer britannico (n. 1946)
- 2004 - Zeno Vendler, filosofo e linguista ungherese (n. 1921)
- 2005 - Franca Ongaro, attivista e politica italiana (n. 1928)
- 2005 - Nell Rankin, mezzosoprano statunitense (n. 1924)
- 2006 - Raúl Anguiano, pittore messicano (n. 1915)
- 2006 - Božidar Božilov, poeta, pubblicista e traduttore bulgaro (n. 1923)
- 2006 - Justine Johnston, attrice e cantante statunitense (n. 1921)
- 2006 - Peter Rösch, calciatore svizzero (n. 1930)
- 2007 - Marcello Bonini Olas, attore italiano (n. 1917)
- 2007 - Michael Brecker, sassofonista statunitense (n. 1949)
- 2007 - Augustin Diamacoune Senghor, presbitero e attivista senegalese (n. 1928)
- 2007 - Antonio Maglio, giornalista italiano (n. 1941)
- 2007 - Henri-Jean Martin, storico francese (n. 1924)
- 2008 - Sergej Larin, tenore russo (n. 1956)
- 2008 - Doreen Tovey, scrittrice inglese (n. 1918)
- 2008 - Felice Trabacchi, politico italiano (n. 1922)
- 2009 - Tommy Casey, calciatore nordirlandese (n. 1930)
- 2009 - Cousin Junior, wrestler statunitense (n. 1960)
- 2009 - Nicolas Genka, scrittore francese (n. 1937)
- 2009 - Antti Hyvärinen, saltatore con gli sci finlandese (n. 1932)
- 2009 - Patrick McGoohan, attore e regista statunitense (n. 1928)
- 2009 - Mauro Saviola, imprenditore italiano (n. 1938)
- 2009 - W. D. Snodgrass, poeta statunitense (n. 1926)
- 2010 - Teddy Pendergrass, cantante, paroliere e compositore statunitense (n. 1950)
- 2010 - Giorgio Ferrari, compositore italiano (n. 1925)
- 2010 - Virginia Maples, attrice e ballerina statunitense (n. 1921)
- 2010 - Stelio Passacantando, regista cinematografico e animatore italiano (n. 1927)
- 2010 - Jay Reatard, musicista statunitense (n. 1980)
- 2010 - Ed Thigpen, batterista statunitense (n. 1930)
- 2011 - Enzo Correggioli, pugile e allenatore di pugilato italiano (n. 1922)
- 2011 - Egon Drews, canoista tedesco (n. 1926)
- 2011 - Chuck Gilmur, cestista e allenatore di pallacanestro statunitense (n. 1922)
- 2011 - Giacinto Minnocci, politico italiano (n. 1916)
- 2011 - Charlie Muscat, calciatore maltese (n. 1963)
- 2011 - Giampaolo Nuvoli, giornalista e politico italiano (n. 1952)
- 2011 - Rudolf Pesch, teologo tedesco (n. 1936)
- 2011 - Ellen Stewart, regista, coreografa e drammaturga statunitense (n. 1919)
- 2012 - Franco Della Peruta, storico italiano (n. 1924)
- 2012 - Rauf Denktaş, politico cipriota (n. 1924)
- 2012 - Felipe Fernández, cestista argentino (n. 1933)
- 2012 - Giorgio Franceschini, politico, storico e avvocato italiano (n. 1921)
- 2012 - Morgan Jones, attore statunitense (n. 1928)
- 2012 - Lefter Küçükandonyadis, allenatore di calcio e calciatore turco (n. 1924)
- 2012 - Miljan Miljanić, allenatore di calcio jugoslavo (n. 1930)
- 2012 - Abdollah Mojtabavi, lottatore iraniano (n. 1925)
- 2013 - Carlo Barbera, imprenditore italiano (n. 1911)
- 2013 - Bille Brown, attore australiano (n. 1952)
- 2013 - Andrea Carrea, ciclista su strada italiano (n. 1924)
- 2013 - Benny Luke, ballerino e attore statunitense (n. 1939)
- 2013 - Maria Giulia Cocco, politica e attivista italiana (n. 1916)
- 2013 - Arthur Wightman, fisico e matematico statunitense (n. 1922)
- 2014 - Don Asmonga, cestista e allenatore di pallacanestro statunitense (n. 1928)
- 2014 - Bobby Collins, calciatore e allenatore di calcio scozzese (n. 1931)
- 2014 - Waldemar von Gazen, militare tedesco (n. 1917)
- 2014 - Ronny Jordan, chitarrista e compositore britannico (n. 1962)
- 2014 - Bennie Lands, cestista canadese (n. 1921)
- 2014 - Kalevi Sylander, cestista finlandese (n. 1931)
- 2015 - Robert Boon, attore statunitense (n. 1916)
- 2016 - Brian Bedford, attore britannico (n. 1935)
- 2016 - Giorgio Gomelsky, imprenditore, produttore discografico e compositore georgiano (n. 1934)
- 2016 - Conrad Phillips, attore inglese (n. 1925)
- 2016 - Lawrence Phillips, giocatore di football americano statunitense
- 2016 - Vladimir Valerianovič Pribylovskij, giornalista e storico russo (n. 1956)
- 2016 - Tera Wray, attrice pornografica statunitense (n. 1982)
- 2017 - Gilberto Agustoni, cardinale e arcivescovo cattolico svizzero (n. 1922)
- 2017 - Fokke Akkerman, latinista e grecista olandese (n. 1930)
- 2017 - Antony Armstrong-Jones, I conte di Snowdon, fotografo e regista britannico (n. 1930)
- 2017 - Hans Berliner, scacchista statunitense (n. 1929)
- 2017 - Mark Fisher, filosofo, sociologo e critico musicale britannico (n. 1968)
- 2017 - Dick Gautier, attore statunitense (n. 1931)
- 2017 - Horacio Guarany, cantautore e chitarrista argentino (n. 1925)
- 2017 - Magic Alex, tecnico del suono greco (n. 1942)
- 2017 - Anđa Marković, cestista jugoslava (n. 1937)
- 2017 - Jean-Marie Poli, attivista e politico francese (n. 1957)
- 2017 - Giorgio Santacroce, magistrato italiano (n. 1941)
- 2017 - Nicodemo Scarfo, mafioso statunitense (n. 1929)
- 2017 - Jan Stoeckart, compositore, direttore d'orchestra e trombonista olandese (n. 1927)
- 2017 - Udo Ulfkotte, giornalista tedesco (n. 1960)
- 2017 - Bernard d'Abrera, entomologo australiano (n. 1940)
- 2018 - Fabrizio Castagnetti, generale italiano (n. 1945)
- 2018 - Adriana Giorda, pittrice italiana (n. 1942)
- 2018 - Doug Harvey, arbitro di baseball statunitense (n. 1930)
- 2018 - Mohammed Hazzaz, calciatore marocchino (n. 1945)
- 2018 - Jean Porter, attrice statunitense (n. 1922)
- 2018 - Aristeidīs Roumpanīs, cestista e giavellottista greco (n. 1932)
- 2018 - Walter Schuster, sciatore alpino austriaco (n. 1929)
- 2019 - Sally Fraser, attrice statunitense (n. 1932)
- 2019 - Phil Masinga, calciatore, allenatore di calcio e dirigente sportivo sudafricano (n. 1969)
- 2019 - Guy Sénac, calciatore francese (n. 1932)
- 2020 - Giovanni Bernardini, scrittore e giornalista italiano (n. 1923)
- 2020 - Mario Corti, calciatore italiano (n. 1931)
- 2020 - Jean Delumeau, storico e saggista francese (n. 1923)
- 2020 - Carlos Girón Gutiérrez, tuffatore messicano (n. 1954)
- 2020 - Maurice Moucheraud, ciclista su strada francese (n. 1933)
- 2020 - Isabel-Clara Simó i Monllor, scrittrice, giornalista e politica spagnola (n. 1943)
- 2020 - Eva Vanicek, attrice italiana (n. 1937)
- 2021 - Tim Bogert, musicista statunitense (n. 1944)
- 2021 - Mario Cecchini, vescovo cattolico italiano (n. 1933)
- 2021 - Borivoje Cenić, cestista e allenatore di pallacanestro jugoslavo (n. 1930)
- 2021 - Robert Cohan, coreografo e ballerino statunitense (n. 1925)
- 2021 - Ben Nsibandze, politico swati (n. 1931)
- 2021 - Moses Hamungole, vescovo cattolico zambiano (n. 1967)
- 2021 - Bernd Kannenberg, marciatore tedesco (n. 1942)
- 2021 - Nelson Nieves, schermidore venezuelano (n. 1934)
- 2021 - Joël Robert, pilota motociclistico belga (n. 1943)
- 2021 - Eusébio Oscar Scheid, cardinale e arcivescovo cattolico brasiliano (n. 1932)
- 2021 - Siegfried & Roy, illusionista statunitense (n. 1939)
- 2021 - Sylvain Sylvain, chitarrista statunitense (n. 1951)
- 2021 - Philip Tartaglia, arcivescovo cattolico scozzese (n. 1951)
- 2021 - Marielle de Sarnez, politica francese (n. 1951)
- 2022 - Erminio Bagnasco, scrittore, giornalista e militare italiano (n. 1937)
- 2022 - Roberto Bauce, pilota di rally italiano (n. 1945)
- 2022 - Jean-Jacques Beineix, regista e produttore cinematografico francese (n. 1946)
- 2022 - Mario Carlini, costumista e scenografo italiano (n. 1943)
- 2022 - Mario Catalano, politico e giornalista italiano (n. 1940)
- 2022 - Werner Delmes, hockeista su prato tedesco (n. 1930)
- 2022 - Christian Gasc, costumista francese (n. 1945)
- 2022 - Halvor Malm, sciatore alpino e allenatore di sci alpino norvegese (n. 1936)
- 2022 - Vlastimir Mijović, giornalista bosniaco (n. 1956)
- 2022 - Chiara Samugheo, fotografa italiana (n. 1925)
- 2022 - Giacomo Vianello, calciatore italiano (n. 1947)
- 2023 - John Fultz, cestista e allenatore di pallacanestro statunitense (n. 1948)
- 2023 - Gordana Kuić, scrittrice serba (n. 1942)
- 2023 - Klas Lestander, biatleta svedese (n. 1931)
- 2023 - Julian Sands, attore britannico (n. 1958)
- 2023 - Hitoshi Yoshioka, scrittore giapponese (n. 1960)
- 2024 - Elisa Briganti, sceneggiatrice italiana
- 2024 - Moe L'Abbé, hockeista su ghiaccio canadese (n. 1947)
- 2024 - Stephen Laybutt, calciatore australiano (n. 1977)
- 2024 - Enzo Moscato, drammaturgo, regista e attore italiano (n. 1948)
- 2024 - Sigi Rothemund, regista tedesco (n. 1944)
- 2024 - Tom Shales, giornalista e critico televisivo statunitense (n. 1944)
- 2025 - Tony Book, calciatore e allenatore di calcio britannico (n. 1934)
- 2025 - Bernd Cullmann, velocista tedesco (n. 1939)
- 2025 - Keith Griffith, allenatore di calcio barbadiano (n. 1947)
- 2025 - Elgar Howarth, direttore d'orchestra, compositore e trombettista britannico (n. 1935)
- 2025 - Gabriele Lolli, matematico e logico italiano (n. 1942)
- 2025 - Jean Penders, politico olandese (n. 1939)
- 2025 - Franco Piperno, attivista e saggista italiano (n. 1943)
- 2025 - Oliviero Toscani, fotografo italiano (n. 1942)
- 2025 - Vicente Vega, calciatore venezuelano (n. 1955)

## Senza anno specificato(2)
- Matilde di Sassonia, nobile tedesca (n. 1172)
- San Nicola Greco, santo